# Bír-lak
A Bír-lak (eredeti cím: Full House) amerikai televíziós családi filmsorozat, amely 1987 és 1995 között készült és 8 évad során összesen 192 epizódot élt meg. Az amerikai ABC csatornán mutatkozott be, mint szituációs komédia. Magyarországon 1995-től 1998. december 31-ig az HBO, 1999-ben a TV3 vetítette. A főcímdalt (Everywhere You Look) Jesse Frederick énekli.

## Történet
A sorozat San Franciscóban játszódik, ahol Danny Tanner fiatal özvegy apaként neveli három lányát felesége elvesztése után. Mivel nehezen birkózik meg egyedül a rá háruló feladatokkal, a házba beköltözik melléjük sógora, a rockzenész Jesse (a lányok nagybátyja) és Danny legjobb barátja, a komikus Joey. A kezdeti nehézségek után a két új pótapuka is hamar beletanul a gyermeknevelés rejtelmeibe és együtt harmonikus családi légkört teremtenek a lányok számára.

## Szereplők
| Színész                      | Szereplő                                                   | Magyar hang                                             | Évad  |
| ---------------------------- | ---------------------------------------------------------- | ------------------------------------------------------- | ----- |
| John Stamos                  | Jesse Katsopolis (az első évadban még Jesse Cochran néven) | Stohl András                                            | 1.-8. |
| Bob Saget                    | Danny Tanner                                               | Háda János                                              | 1.-8. |
| Dave Coulier                 | Joey Gladstone                                             | Galbenisz Tomasz                                        | 1.-8. |
| Candace Cameron              | Donna Jo ("D. J.") Tanner                                  | Nemes Takách Kata, Laudon Andrea                        | 1.-8. |
| Jodie Sweetin                | Stephanie Tanner                                           | Molnár Ilona, Pekár Adrienn                             | 1.-8. |
| Mary-Kate és Ashley Olsen    | Michelle Tanner                                            | Kiss Ibolya, Mánya Zsófi, Szabó Luca, Koller Virág      | 1.-8. |
| Lori Loughlin                | Rebecca Donaldson                                          | Fazekas Andrea                                          |       |
| Andrea Barber                | Kimmy Gibbler                                              | Szénási Kata, Simonyi Piroska, Dögei Éva, Talmács Márta | 1.-8. |
| Scott Weinger                | Steve Hale (első feltűnésekor Steve Peters néven)          | Jó Gábor                                                |       |
| Blake és Dylan Tuomy-Wilhoit | Nicky és Alex Katsopolis                                   | Hermann Lilla                                           |       |